# Андреас Веккер
Андреас Веккер (нар. 2 січня 1970, Штасфурт, Саксонія-Ангальт, Німеччина) — німецький гімнаст, олімпійський чемпіон 1996 року у вправах на перекладині.

## Джерело
- Профіль на Sports-Reference.com [Архівовано 17 квітня 2012 у Wayback Machine.]